# Георги Василевски
Георги Василевски (на македонска литературна норма: Георги Василевски) е филмов критик и публицист от Република Македония.

## Биография
Василевски е роден в енижевардарската паланка Гумендже (на гръцки Гумениса) на 24 ноември 1935 година. В 1960 година завършва Философския факултет на Скопския универститет. По време на следването си пише филмова критика и активно участва в работата на академичния кино клуб „Скопие“. След дипломирането си работи в Радио Скопие и води емисията „През окото на филмовата камера“.
Специализира в Париж, под патронажа на парижката кинотека, а след връщането си в Скопие става редактор на филмовата програма в Телевизия Скопие и редактира и води емисията „Във фокуса на филма“. Пише в почти всички филмови списания в бивша Югославия, член е на редакцията на „Филмограф“ от Белград и „Екран“ от Любляна. Автор е на стотина научни труда, посветени на историята, теорията и естетиката на филма. Василевски е от групата теоретици, основали движението „Синеастични вечери“ и издавали филмовите списания „Кинотечен месечник“, а по-късно и „Кинопис“.
Василевски е сред сътрудниците на филмовата енциклопедия, издание на Югославския лексикографски институт „Мирослав Кърлежа“ от Загреб. Автор е на монография за Ацо Йовановски, както и на „Времето на филма“ и на 4-те дотогава публикувани тома от планираното петтомно издание „История на филма“ в издание на Кинотека.
Василевски преподава в Университета за аудио-визуални изкуства ЕСРА и във Факултета за драматично изкуство в Скопие. Носител е на наградата „Феникс“ за върховен успех в областта на филмовото творчество, както и на наградата „Златен Дедал“, връчвана от Европската филмова академия ЕСРА.
В последните години от живота си работи върху цикъла „Портрети“ с подзаглавие „Професия синеаст“, както и на серията документални филми, посветени на видните научни, културоложки и творчески имена от много европейски държави, живели и работили в Република Македония.
Василевски умира на 2 май 2009 година. Погребан е в скопските градски гробища в Бутел.